# Опалинский, Лукаш (1581—1654)
Лукаш Опалинский (польск. Łukasz Opaliński; 1581—1654) — польский государственный деятель.
каштелян познанский (1615), маршалок надворный коронный (1622—1634), маршалок великий коронный (1634—1650), воевода равский (1653—1654), староста валецкий, лежайский, грубешовский, кольский, одолянувский, сремский, лозицкий, ратненский.

## Биография
Представитель польского магнатского рода Опалинских герба «Лодзя». Третий (младший) сын маршалка великого коронного Анджея Опалинского (1540—1593) и Эльжбеты Косцелецкой (ок. 1545—1601). Старшие братья — кравчий коронный Пётр Опалинский и епископ познанский Анджей.
Был депутатом (послом) от Познанского воеводства на сейм в 1600 году. В том же году участвовал в военной экспедиции Яна Замойского в Молдавию.
Во время попытки шляхтича Михаила Пекарского в 1620 году убить польского короля Сигизмунда III Вазу Лукаш Опалинский закрыл его собственной грудью от смертельного удара.
В 1632 году избрался послом (депутатом) от Познанского воеводства на элекционный сейм, где поддерживал кандидатуру Владислава IV Вазы на польский престол. В 1648 году — депутат от Познанского воеводства на элекционный сейм, где был избран новым польским королём Ян II Казимир.
Основатель Базилики Благовещения Пресвятой Девы Марии в Лежайске, построенной в 1618—1628 годах.

## Семья и дети
Лукаш Опалинский был трижды женат. После 1606 года женился на Анне Пилецкой (1572—1631), дочери ротмистра королевского Яна Пилецкого (ок. 1540—1574) и Эльжбеты Гербурт, вдове Кшиштофа Костки (ум. 1602). Дети от первого брака:
- Эльжбета (1608—1633), муж — подскарбий великий коронный Ян Николай Данилович (ок. 1607—1650)
- Констанция (1610 — после 1635), муж — староста уйсцский и пильский Стефан Грудзинский (ум. 1640)

В 1636 году вторично женился на Софии Данилович (ум. 1642), дочери подскарбия великого коронного Николая Даниловича (ок. 1558—1624), вдове старосты ливского Адриана Радзиминского и подканцлера литовского Павла Стефана Сапеги. Дети от второго брака:
- Катарина (ум. 1680/1681), 1-й муж с 1647 года — староста любельский Збигнев Фирлей (1613—1649), 2-й муж — воевода иновроцлавский Якуб Роздражевский.

Около 1645 года в третий раз женился на Эльжбете Фирлей (1609—1645), дочери воеводы сандомирского Николая Фирлея и Регины Олесницкой (ум. 1632). Лукаш Опалинский стал четвертым мужем Эльжбеты. До него она была замужем за подчашим литовским Кшиштофом Сапегой, Анджеем Рысинским и воеводой сандомирским Кшиштофом Оссолинским. Третий брак был бездетным.